# أهوئية (بزنجان)
أهوئیة (بالفارسية: آهوئیه) هي قرية تقع في إيران في قسم بزنجان الريفي. يقدر عدد سكانها بـ 524 نسمة .